# Scalenus fasciatipennis
Scalenus fasciatipennis là một loài bọ cánh cứng trong họ Cerambycidae.